# 2-й Паровозний провулок (Житомир)
2-й Паровозний провулок — провулок в Корольовському районі міста Житомир.

## Розташування
Розташований у завокзальній частині міста. Бере початок від 1-го Паровозного провулка. Прямує на південний захід. Завершується глухим кутом.

## Історія
Виник і отримав чинну назву в 1958 році. Забудова провулка сформувалася у 1950 — 1960-х рр. Станом на 1968 рік садибна забудова провулка сформована.